# Kuge (Srebrenik)
Pour l’article homonyme, voir Kuge.
Kuge (en cyrillique : Куге) est un village de Bosnie-Herzégovine. Il est situé dans la municipalité de Srebrenik, dans le canton de Tuzla et dans la fédération de Bosnie-et-Herzégovine. Selon les premiers résultats du recensement bosnien de 2013, il compte 450 habitants.

## Histoire
Sur le territoire du village se trouve le site préhistorique de Bjelave, où ont été mis au jour des vestiges de fortification ; cet ensemble est inscrit sur la liste des monuments nationaux de Bosnie-Herzégovine.

## Démographie

### Évolution historique de la population dans la localité
| 1948 | 1953 | 1961 | 1971 | 1981 | 1991 | 2013 |
| ---- | ---- | ---- | ---- | ---- | ---- | ---- |
| -    | -    | 697  | 673  | 524  | 480  | 450  |

|  |

### Communauté locale
En 1991, la communauté locale de Kuge comptait 795 habitants, répartis de la manière suivante :